# Michael Ignatieff
Michael Grant Ignatieff (* 12. května 1947 Toronto) je kanadský historik, spisovatel, politik, bývalý vůdce Liberální strany a vůdce loajální opozice Jejího Veličenstva. Zastával funkce na univerzitách v Cambridgi, Oxfordu, Harvardu a Torontu. Jako spisovatel získal několik ocenění a pracoval rovněž i jako novinář a dokumentarista.
Dvacet dva let žil ve Spojeném království (1978–2000). V těchto letech působil na univerzitách v Cambridgi a Oxfordu, pracoval také jako filmař a politický komentátor pro BBC. V letech 2000 až 2005 pak žil v USA. Zde působil na Harvardově univerzitě jako ředitel Carr Center for Human Rights Policy. Roku 2004 jej členové Liberální strany přesvědčili, aby vstoupil do kanadské politiky jako liberální kandidát. V roce 2005 se odstěhoval do Kanady, kde přijal nabídku jako hostující profesor v Munk Centre for International Studies na Torontské univerzitě. Poté byl veřejně zmiňován jako možný kandidát Liberální strany pro příští federální volby.
V roce 2006 byl zvolen členem kanadského parlamentu za volební obvod Etobicoke-Lakeshore. Stal se členem stínové vlády, ale tuto funkci po dvou měsících opustil, neboť se ucházel o křeslo vůdce Liberální strany. Ve čtvrtém kole volby byl poražen kandidátem Stéphanem Dionem. Byl místopředsedou strany od 18. prosince 2006 do 14. listopadu 2008. Své křeslo člena kanadského parlamentu za Etobicoke-Lakeshore obhájil i při volbách v roce 2008.
Dne 13. listopadu 2008 oznámil svoji kandidaturu na vůdce Liberální strany. Dne 8. prosince 2008 stáhl Dominic LeBlanc svoji kandidaturu a o den později tak učinil i jeho jediný soupeř Bob Rae. Jako jediný kandidát na nejvyšší stranickou funkci byl 10. prosince 2008 zvolen dočasným vůdcem a jeho funkce byla později potvrzena na sněmu Liberální strany v květnu 2009.

## Životopis
Narodil se v Torontu. Jeho otec George Ignatieff se narodil v Rusku a později působil jako kanadský diplomat. Jeho matka byla Alison Grantová. Mezi jeho kanadské předky patří například George Monro Grant, který působil jako ředitel koleje na Queen's University. Mladším bratrem jeho matky byl politický filosof George Grant, jenž napsal Lament for a Nation. Jeho prateta byla Alice Massey, žena generálního guvernéra Vincenta Masseyho. Jeho pradědeček byl hrabě Nikolaj Pavlovič Ignaťjev, ruský ministr vnitra cara Alexandra III. Dědeček Pavel Nikolajevič Ignaťjev byl ministrem zemědělství a do roku 1916 vedl ministerstvo školství. S rodinou uprchl před bolševiky do Francie, později přesídlili do Kanady.
Ve své knize, The Russian Album popisal důležitost a závazek k předkům v kontextu své vlastní rodinné historie a zároveň odmítl ruský nacionalismus. Hovoří plynně anglicky i francouzsky, má základní znalosti ruštiny.
V době svého dětství se jeho rodina pravidelně stěhovala. V jedenácti letech byl poslán zpět do Toronta kvůli školní docházce. Byl kapitánem univerzitního fotbalového týmu a zároveň i šéfredaktorem školní ročenky. Pracoval také jako dobrovolník pro Liberální stranu ve federálních volbách v roce 1965. V roce 1968 pak v této činnosti pokračoval jako dobrovolný organizátor pro Pierra Trudeaua, který se chtěl stát vůdcem Liberální strany.

## Univerzita
Po střední škole vystudoval historii na Torontské univerzitě. Zde se seznámil se studentem Bobem Raem, se kterým soupeřil v debatním kroužku a bydlel s ním během čtvrtého ročníku studia. Po dokončení svého bakalářského vzdělání pokračoval ve studiu na Oxfodské univerzitě, zde byl ovlivněn historikem Isaiahem Berlinem, o kterém později i psal. V době kdy studoval na Torontské univerzitě se živil jako novinář na částečný úvazek u deníku The Globe and Mail. V roce 1976 získal titul Ph.D. z historie na Harvardově univerzitě.

## Rodina
Je ženatý a má dvě děti. Jeho žena, Zsuzsanna M Zsohar, se narodila v Maďarsku. Děti se jmenují Theo a Sophie.
Jeho mladší bratr Andrew se stal pracovníkem místní správy. Vychován byl jako pravoslavný katolík.[kdo?]